# Drapetis basalis
Drapetis basalis är en tvåvingeart som beskrevs av Collin 1922. Drapetis basalis ingår i släktet Drapetis och familjen puckeldansflugor.
Artens utbredningsområde är Seychellerna. Inga underarter finns listade i Catalogue of Life.